# Бабурий
Бабурий (азерб. Baburi adası) — остров в западной части Каспийского моря, у побережья Азербайджана.
Остров — каменистый, высотой 2—4 м от поверхности воды.
Остров Бабурий является частью Пирсагатской каменистой гряды. Наряду с островом Пеликаний, является крупнейшим из островов данной гряды.